# Andrea Müller
Andrea Martina Müller, nemška atletinja, * 29. junij 1974, Zweibrücken, Zahodna Nemčija.
Ni nastopila na poletnih olimpijskih igrah. Na evropskih dvoranskih prvenstvih je osvojila peto mesto leta 1996 v skoku ob palici. 5. avgusta 1995 je postavila svetovni rekord v skoku ob palici z 4,18 m, veljal je dva tedna.